# Brachystelma plocamoides
Brachystelma plocamoides là một loài thực vật có hoa trong họ La bố ma. Loài này được Oliv. mô tả khoa học đầu tiên năm 1875.